# 19082 Vikchernov
19082 Vikchernov este un asteroid din centura principală de asteroizi.

## Descriere
19082 Vikchernov este un asteroid din centura principală de asteroizi. A fost descoperit pe 26 august 1976 la Observatorul de Astrofizică din Crimeea de Nikolai Cernîh. Asteroidul prezintă o orbită caracterizată de o semiaxă mare de 2,25 ua, o excentricitate de 0,25 și o înclinație de 6,0° în raport cu ecliptica.